# كارثة الزومبي

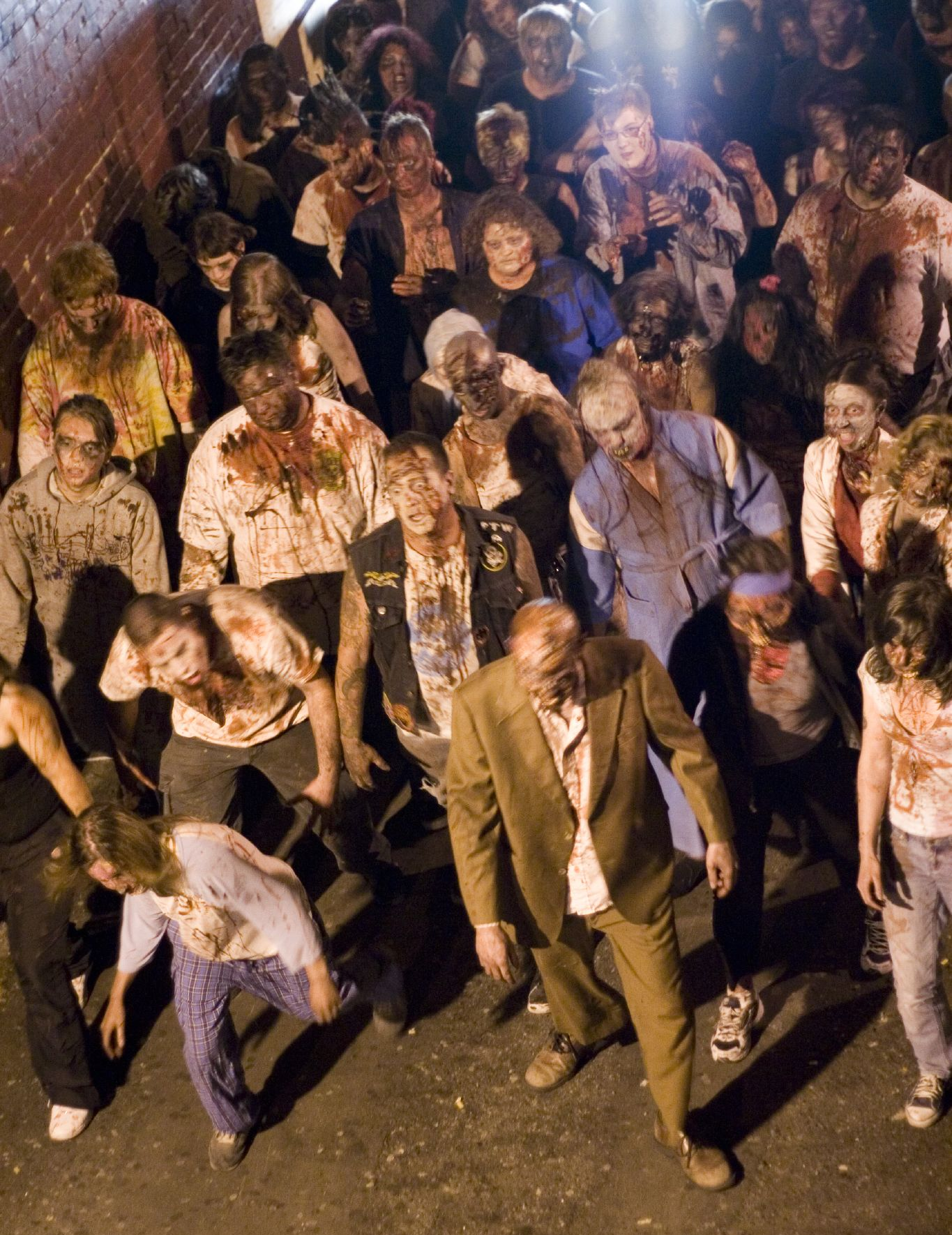

كارثة الزومبي هي فئة من قصص الخيال إذ تنهار الحضارة بسبب أعداد كبيرة من الزومبي تفوق قدرات قوات حفظ القانون والجيش والحكومة على مواجهتها. لا يبقى عادةً في هذه القصص سوى بعض الأفراد أو المجموعات القليلة لتنجو من الكارثة.
تتسبب كائنات طفيلية، في بعض القصص، بقتل مضيفيها وإعادة إحياء جثثهم بشكل زومبي -موتى أحياء- إذ تنقل عضتهم الطفيليات إلى البشر العاديين وتسبب تحولهم أيضًا إلى زومبي.
في جميع الحالات، يتحول تفشي المرض بسرعة إلى أزمة كبيرة: ينتشر «وباء الزومبي» ليُغرِق منظمات حفظ القانون والجيش والمؤسسات الصحية ويجعلها غير قادرة على الاستمرار بالعمل ما يؤدي لتهاوي المجتمع والنظام حتى لا يبقى سوى بعض المجموعات الصغيرة المتفرقة من الناجين من الكارثة. تتوقف الخدمات الأساسية مثل الماء والكهرباء، وتتوقف وسائل الإعلام الكبرى عن البث، وتنهار حكومات الدول المتأثرة بالوباء أو تختبئ في الملاجئ. أما الناجون المتبقون، فغالبًا ما يبحثون عن الطعام والسلاح والمؤن الأخرى في عالم أشبه بالبرّية في عصر ما قبل الثورة الصناعية. مع ذلك، توجد عادةً «منطقة آمنة» حيث يسعى الناجون للجوء إليها وبدء مجتمع جديد.

## النوع الفني

### في الأدب
كانت رواية «أنا أسطورة» لريتشارد ماثيسون من أوائل الأعمال التي ألهمت هذه الفئة الفنية والأدبية، إذ يظهر بها ناجٍ وحيد اسمه روبرت نيفيل يشن حربًا ضد البشر الذين تحولوا إلى مصاصي دماء. تبنت فكرة الرواية العديد من الأفلام، مثل فيلم «آخر رجل على الأرض» سنة 1964 من بطولة فينسنت برايس، وفيلم «ذا أوميغا مان» سنة 1971 من بطولة تشارلتون هيستون. أُنتِج فيلم بعنوان الرواية ذاته عام 2007 من بطولة ويل سميث لكن أحداثه تجري في الزمن المعاصر. بدأت فئة أفلام الزومبي سنة 1968 مع فيلم «ليلة الموتى الأحياء» من إخراج جورج روميرو الذي اقتبس فكرة الفيلم من رواية ماثيسون، لكنه استبدل بمصاصي الدماء جثثًا دبّت بها الحياة لتُبعث على شكل مسوخ متوحشة، ما عُرف لاحقًا بالزومبي.
السرد التاريخي
يحمل السرد القصصي لكارثة الزومبي ترابطات كبيرة من الوضع الاجتماعي المضطرب الذي شهدته الولايات المتحدة في ستينيات القرن الماضي عندما عُرض فيلم ليلة الموتى الأحياء الذي أدى إلى نشأة هذه الفئة أول مرة. يرى الكثيرون أن قصص الزومبي تسمح للناس بالتعامل مع مخاوفهم وقلقهم إزاء نهاية العالم. يوضّح كيم بافنروث أيضًا أنّ «أكثر من أي وحش خيالي آخر، يمثّل الزومبي حرفيًا وكليًا النهاية والدمار، هم يمثلون علامةً لنهاية العالم كما نعرفه».

### عناصر القصة
تتشارك قصص الزومبي بعناصر ومميزات أساسية:
1. يكون اللقاء الأولي مع الزومبي صادمًا جدًا، ما يسبب الذعر والخوف وعدم تصديق ما حدث وحتى النكران، ما يقلل من قدرة الناجين على التعامل مع الأحداث.
2. تستجيب السلطات للخطر بشكل أبطأ من معدل نموه، ما يعطي وباء الزومبي فرصة التوسع غير القابل للاحتواء. ما يؤدي إلى انهيار المجتمع الذي أصابه الوباء إذ يسيطر الزومبي كليًا، في حين تبقى مجموعات صغيرة من الأحياء يقاتلون من أجل سلامتهم.[9]

تتبع القصة عادةً مجموعة واحدة من الناجين، إذ تفاجئهم الأزمة. تبدأ الحبكة عادةً مع بداية وباء الزومبي، ثم محاولات الناجين للحصول على مساعدة السلطات، وفشل السلطات في تقديم المساعدة بسبب الانهيار الكارثي لكل المنظمات الكبرى، وما يتبعها من محاولة الأشخاص النجاة بأنفسهم. تركز القصص عادةً على طريقة الشخصيات في التعامل مع الكارثة الجارية وردّة فعلهم تجاهها، وكيفية تغيّر شخصياتهم بسبب كونهم تحت ضغط ما يجبرهم على اللجوء لدوافع وغرائز أكثر بدائية -مثل الخوف وغريزة الحفاظ على النفس- أكثر مما لو كانوا يعيشون حياةً طبيعية.
تكون مخلوقات الزومبي عادةً من النوع البطيء والمتثاقل وغير العاقل، مثل الذي ظهر لأول مرة في فيلم «ليلة الموتى الأحياء» عام 1964. مع ذلك، ظهرت بعض مخلوقات الزومبي في أفلام ستوديوهات «موشن بكشرز» في بداية القرن الحالي بوصفهم مخلوقات شرسة وذكية وغاضبة وأقوى من الزومبي العاديين. يعرض المنتجون في العديد من الحالات زومبي من نوع البشر الأحياء المصابين بوباء الزومبي بدلًا من الجثث المُعاد إحياؤها، كما في فيلمي «بعد 28 يومًا» و «زومبي لاند» ولعبة فيديو «ليفت 4 ديد» وذلك لتفادي المشية البطيئة للزومبي التقليديين.
قد تظهر أنواع عديدة للزومبي بشكل طفرات غير متوقعة أو بوصفهم أنواعًا أعلى من الزومبي التقليديين، إذ يملكون مميزات خاصة مثل السرعة والقوة والشراسة، كما في بعض الألعاب مثل «هاف لايف 2» و«ذا لاست أوف أس».

## الاستقبال

### البحوث الأكاديمية
وفقًا لتحليل وبائي نشرته جامعتا كارلتون وأوتاوا، فإن أي تفشٍ لوباء الزومبي، وإن كان الزومبي الناتجون من النوع البطيء، قد يؤدي إلى انهيار الحضارة البشرية، ما لم يتم التعامل معه مبكرًا. استنتج الباحثون بناءً على نماذجهم الرياضية أن الإستراتيجيات العنيفة في التعامل مع الوباء أفضل من إستراتيجيات الحجر الصحي، بسبب العوامل العديدة التي قد تؤدي إلى فشل الأخيرة. واستنتجوا أن اكتشاف علاج للمرض لن يساعد كثيرًا في التغلب على الكارثة، إذ لن يقلل من معدل انتقال المرض، ولن يساهم إلا في حماية قلة من البشر فقط.
استنتج الباحثون أن النتيجة المتوقعة لوباء الزومبي على المدى البعيد ستكون الانقراض الجماعي للبشر. إذ إن البشر حول العالم سيسقطون ضحايا للوباء، أو يقتلهم الزومبي أو أن يُتركوا ليواجهوا حوادث خطيرة أخرى.

### الحكومة
نشرت مراكز السيطرة على الأمراض والوقاية منها عام 2011 مقالة بعنوان «التأهب 101: كارثة الزومبي» تتضمن نصائح حول كيفية النجاة حال حصول غزو للزومبي. لا تدّعي المقالة أن الوباء متوقع الحصول، لكنها تصرّح: «هذا صحيح، لقد قلت كارثة الزومبي. ربما تضحك الآن، ولكن عندما يحدث الأمر، ستكون سعيدًا لأنك قرأت هذا». تستمر المقالة بالإشارة إلى أفلام وأعمال ترفيهية وثقافية عن الزومبي وتستخدم سيناريو كارثة الزومبي لتوضح أهمية وكيفية الحصول على المؤن الأساسية مثل الماء والغذاء والمستلزمات الطبية وغيرها من المتطلبات استعدادًا لأي كارثة، سواء كانت إعصارًا أو زلزالًا أو عاصفة أو فيضانًا أو المفترسين الذين يبحثون عن أدمغة ليأكلوها.
نشر المركز رواية مصورة بعنوان «وباء الزومبي» إلى جانب المقالات الأخرى حول هذا الموضوع.
في وثائقي بعنوان CONOP 8888 يظهر ضباط من القيادة الإستراتيجية الأمريكية يستخدمون سيناريو كارثة الزومبي وسيلةً للتدريب على العمليات العسكرية والحالات الطارئة والكوارث ليعلّموا الطلاب العسكريين المبادئ الأساسية للخطط العسكرية وبروتوكولات الاستعداد للكوارث. جاء استخدام سيناريو نهاية العالم بوباء للزومبي بسبب شهرته ومعرفة الطلاب به ما يسهل تدريبهم العسكري.